# Telman (Rússia)
Telman (en : Тельман) és un khútor del raión de Gulkévichi del krai de Krasnodar, al sud de Rússia. Està situat a la vora del Samoilova Balka, afluent per l'esquerra del Kuban, 6 km al sud de Gulkévitxi i 150 km a l'est de Krasnodar, la capital del krai. Tenia 1 277 habitants el 2010.

## Transport
A l'oest de la localitat passa la carretera federal M29 Caucas.